# 雉溪摩崖石刻群
雉溪摩崖石刻群，位于中国福建省霞浦县牙城镇雉溪村，为一个霞浦县级文物保护单位，类型为石窟寺及石刻，公布时间为2020年10月。
雉溪摩崖石刻群的建造年代可能是閩越时期，是闽东地区首次发现的大规模的古代岩画。